# Championnats d'Europe de gymnastique acrobatique 1993
Navigation
Édition précédente Édition suivante
Les championnats d'Europe de gymnastique acrobatique 1993, quatorzième édition des championnats d'Europe de gymnastique acrobatique, ont eu lieu en 1993 à Anvers, en Belgique.